# Knight’s fee
Die Knight’s fee (lateinisch feodum militis) ist eine mittelalterliche Einheit, die in England und der Normandie beschrieb, wie viel ein zum Lehen genommenes Stück Land wert war bzw. welche Steuer dafür gezahlt werden musste. Als Knight’s fee wird auch dieser besondere Typ des Lehens bezeichnet.
Eine solche Gebühr diente als Ersatz für die anfangs üblichen Kriegsdienste. Je nach dem Wert der Ländereien konnte sie 1/5 einer Knight’s fee, aber auch 5 Knight’s fees betragen. Um 1200 betrug eine Knight’s fee ca. 20 £ im Jahr. Ein freier Bauer, der für seine Feldarbeit bezahlt wurde, verdiente etwa 1/5 dieser Summe.
Der Seigneur von Sark, einer Kanalinsel, deren Regierungssystem sich noch heute stark an die Ordnung von ca. 1600 anlehnt, ist zur Verteidigung der Insel sowie zur Zahlung eines Zwanzigstels der Knight’s fee verpflichtet. Er zahlt jährlich £1,79, was heute ca. 2,04 € bzw. 2,34 Fr. entspricht (Stand: Juli 2011).